# HMY France
HMY France est une entreprise fabricant du mobilier et des agencements pour les surfaces de vente dont le siège social est à Monéteau dans l'Yonne. Elle a été leader français de l’aménagement de surfaces de vente.

## Histoire
La société Hermès Métal a été créée le 25 décembre 1960 et est radiée le 5 avril 1990. 
Fin 2014, HMY rachète la filiale polonaise du groupe norvégien New Store Europe, tombé en faillite en septembre 2014. Cette entreprise réalise 8 millions d’€ de chiffre d’affaires avec 30 salariés.
En avril 2017, le gestionnaire d'actifs LBO France rachète HMY auprès d'Omnes Capital, Sagard Private Equity et Intermediate Capital Group (ICG).